# Ficus guajavoides
Ficus guajavoides är en mullbärsväxtart som beskrevs av Cyrus Longworth Lundell. Ficus guajavoides ingår i släktet fikonsläktet, och familjen mullbärsväxter. Inga underarter finns listade i Catalogue of Life.